# Погезанія

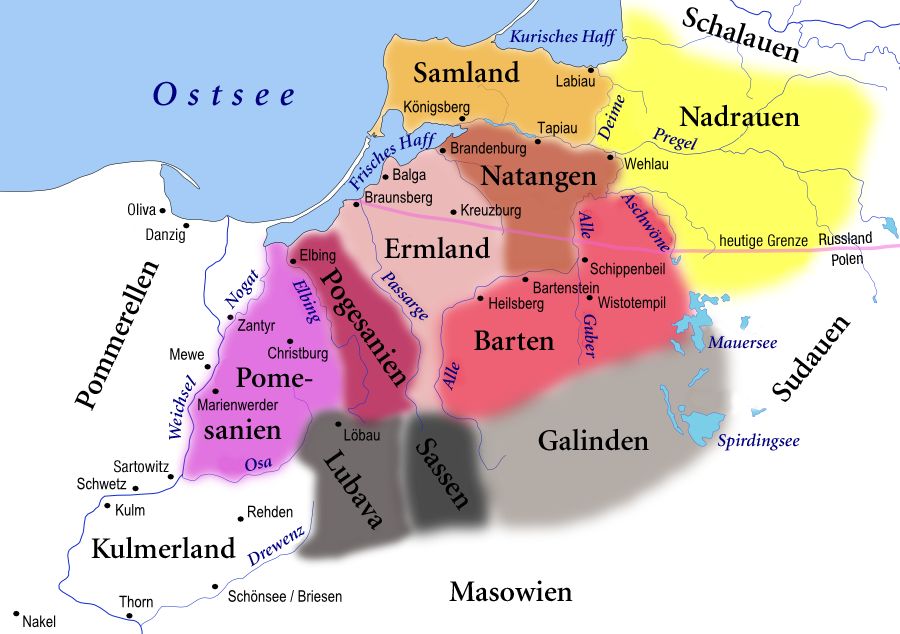
Схема земель Пруссії у ХІІІ ст.

Погезанія (нім. Pogesanien, пол. Pogezania, лит. Pagudėnai) — історична земля Пруссії, де проживало балтський рід погезан. Назва походить від прусського слова «pa-gudian» — «поросла кущами земля». Знаходилась поміж землями Помезанія (захід річка Ельблонг), Вармія (схід річка Пасленка), Галіндія (південь). Головне місто Гайлсберґ (нім. Heilsberg, пол. Lidzbark Warmiński).

## Історія
Згідно папської булли на християнізацію Пруссії хрестоносці скористались допомогою 2 кораблів купців Любеку і з моря захопили місто Елбінґ (1237), як плацдарм для захоплення Погезанії. Прусси незабаром ненадовго відбили місто. Елбінґ став першим орденським замком у Погезанії. Отто I з Брауншвейгу очолив 1239 похід на Погезанію. Попри запеклий опір вони захопили землю, заклавши 1241 замок Хрістбурґ (пол. Dzierzgoń). Вже 1242 розпочалось перше повстання в Пруссії, що охопило і Позеганію. Воно успішного початку повстання завершилось розгромом прусського війська 1248 при облозі ним Хрістбурґу, де 7 лютого 1249 було підписано мирну угоду.
Друге повстання (1260–1274) не оминуло Погезанії, загони якої очолив Ауктум. На кінець 1264 хрестоносці володіли лише замком Елбінґ. Урбан IV пообіцяв відпущення гріхів усім, хто приєднається до хрестоносців, а Климент IV оголосив хрестовий похід. Навесні 1265 до Пруссії прибули з військами герцог Брауншвейг-Люнебургу Альбрехт І, ландграф Тюрингії Альбрехт ІІ, маркграф Бранденбургу Отто ІІІ, король Богемії Пржемисл Отакар II. Після загибелі до 1273 більшості вождів прусських племен хрестоносці останньою покорили Погезанію, захопивши 1274 Гайлсберґ, що ознаменувало завершення повстання. Під час нового повстання 1278 у Погезанії більша частина племені була знищена, чи потрапила у полон. Незначна частина втекла до спорідненої Литви, що відкрило дорогу німецькій колонізації краю. Більша частина Погезанії потрапила до комтурії Елбінґу.
У XV–XVI ст. частину теренів Погезанії стали називати Гокерланд (нім. Hockerland), що мало б походити від прусського «oga» -ведмідь, чи означати більш високу місцевість. За легендою назва землі походить від імені Гоґґо, десятого сина вождя Відевута. чи від його доньки Поґґезани.
Згідно Другого Торунського миру терени Погезанії були розділені. Північна частина відійшла до Королівської Пруссії, а південна частина до Тевтонського Ордену, реорганізованої у Прусське герцогство (1525). Після першого поділу Речі Посполитої 1772 Погезанія відійшла до провінції Східна Пруссія королівства Пруссія. Після Першої світової війни Східна Пруссія залишилась у складі Німеччини. Після Другої світової війни з ліквідацією Східної Пруссії Погезанію передали Польщі. Терени Погезанії сьогодні входять до Вармінсько-Мазурського воєводства Польщі.